# Устелиполе піскове
Устелиполе піскове (Ceratocarpus arenarius) — вид рослин з родини амарантових (Amaranthaceae), поширений у південно-східній Європі й на схід до Монголії та Пакистану.

## Опис
Однорічна рослина 10–25 см заввишки. Рослина сіра від зірчастих волосків, багаторазово вильчато-гілляста. Листки лінійні, колючі. Квітки одностатеві, однодомні, тичинкові — поодинокі, з довгасто-яйцеподібною 2-лопатевою оцвітиною і 1 тичинкою, маточкові — без оцвітини, з волосистою зав'яззю і 2 довгими ниткоподібними рильцями, приховані у 2 зрощених націло обернено-клиноподібних приквітків, що мають при плодах 2 прямі, що розходяться, шилоподібні відростки. Рослини 5–30 см заввишки. Плоди 5–10 × 2–5 мм.

## Поширення
Поширений у південно-східній Європі й на схід до Монголії та Пакистану.
В Україні вид зростає на піщаних степах, вигонах, полях і городах — у Лісостепу (на півдні), Степу та Криму.

## Використання
Кормова рослина.